# 99 франков (фильм)
«99 франков» — экранизация одноимённого романа Фредерика Бегбедера. Выход на экраны: Европа — 26 сентября 2007 года, Россия — 14 февраля 2008 года.

## О фильме
Фильм представляет собой злую сатиру на современный рекламный бизнес. Описывается история создателя рекламы Октава Паранго.
Для Октава «человек — это такой же продукт, как и все остальные». Октав трудится в крупнейшем рекламном агентстве «Rosserys & Witchcraft». У него много денег, женщин и наркотиков, но тем не менее его терзают сомнения. Две вещи в корне меняют жизнь Октава: роман с Софи, самой красивой сотрудницей агентства и совещание в гигантском молочном концерне «Мадон» по поводу рекламного ролика. В итоге Октав решает взбунтоваться против системы, которая его породила, саботируя свою же рекламную кампанию…
В трёх эпизодах фильма в кадре появляется Фредерик Бегбедер (автор одноимённого романа).

## В ролях
| Актёр               | Роль                |
| ------------------- | ------------------- |
| Жан Дюжарден        | Октав Паранго       |
| Жослин Киврен       | Чарли Даку          |
| Патрик Милле        | Жан Франсуа Мороль  |
| Ваина Джоканте      | Софи                |
| Элиза Товати        | Тамара              |
| Николя Марье        | Альфред Дюльяр      |
| Доминик Беттенфельд | Жан-Кристиан Ганьян |
| Антуан Баслер       | Марк Маронье        |
| Фоско Перинти       | Джованни Дель Торо  |
| Дэн Херцберг        | Стивен              |